# Кольцевая пила
Кольцевая пила — разновидность пилы, с помощью которой можно пилить круглые отверстия в дереве, бетоне и других материалах. Кольцевая пила представляет собой плоскую пилу согнутую в окружность (металлический цилиндр), на режущей кромке которого размещены зубцы или алмазное напыление, или же сверло с двумя кронштейнами, на которые закрепляются два ножа.  Круговое движение сообщается пиле с помощью электропривода, как правило, с помощью дрели.
Глубина отверстия, выпиливаемого за один раз, ограничена высотой коронки. При достижении максимальной глубины требуется удалить выпиливаемый материал из чаши коронки, что может делаться при помощи пружины, после чего отверстие может быть углублено настолько, насколько хватит длины шпинделя, вращающего коронку.
Из сравнительно большой площади соприкосновения пилы и материала и, соответственно, высокого трения, в процессе пиления выделяется большое количество тепла. Поэтому часто применение кольцевой пилы требует мокрого сверления.